# Црква Покрова Пресвете Богородице у Книну
 Црква Покрова Пресвете Богородице православни је храм који припада Епархији Далматинској Српске православне цркве (СПЦ). Налази се у Книну, Северна Далмација, Хрватска. Црква је саграђена 1866. године по нацртима инжењера Лукина, као грађевина централног плана са необичним псеудоготичним звоником.

## Историја
Друга половина XIX и сам почетак XX вијека је вријеме значајних градњи у Далматинској епархији. Тако је било и у Книну до 1866. године. Храм Светог Ђорђа у Книнском Пољу био је и остао чувар националног и верског идентитета книнских православних Срба. Залагањем великог владике Стефана Кнежевића у ужем градском центру подигнут је нови православни храм посвећен покрову пресвете Богородице који је овај архијереј и освештао 1866. године. Храм је у потпуности страдао у савезничком бомбардовању, током Другог светског рата срушен од стране савезничких бомбардовања. Садашња грађевина подигнута је седамдесетих година 20. вијека, на истим темељима 1971. године саграђена је нова црква такође посвећена покрову пресвете Богородице. Грађена је према пројекту архитекте из Београда Драгомира Тадић који је и руководио изградњом. Храм је свечано освештан 19. септембра. 1971. године, а освештали су га епископи: рашко-призренски Павле, потоњи патријарх српски, епископ далматински Стефан и епископ славонски Емилијан.
Српски православни храм Светих Кирила и Методија на Вису је порушен од комунистичких власти у јесен 1963., а на његовом месту је засађен парк палми, док је у близини подигнут споменик Туђе нећемо - своје не дамо. Далматинско владичанство је добило део новчаних средстава као одштету за рушење храма. Тај новац је уложен у изградњу новог храма у Книну и то на темељима старог, који је био потпуно срушен у време Другог светслог рата.

## Унутрашњост храма
Иконостас книнског храма од камена израдио је Љубо Стојиљковић из Беле Воде, а иконе и окове око икона на иконостасу храма покрова пресвете Богородице израдио је чувени уметник Војислав Билбија.

## Споменик културе
Црква се налази у главној книнској улици, а грађена је рустичним каменом да би била прилагођена поднебљу, а опет и стилом карактеристичним за српску средњовјековну културу и као таква је споменик културе Републике Хрватске.